# Флаг Собинки
Флаг городского поселения «Город Со́бинка» Собинского района Владимирской области Российской Федерации.

## Описание
Представляет собой прямоугольное полотнище с отношением ширины к длине 2:3, состоящее из зелёной и голубой горизонтальных полос в соотношении 7:3 и несущее в середине зелёной полосы жёлтое изображение трёх сложенных отрезов ткани; голубая полоса несёт белый орнамент в виде остроконечных волн.

## Обоснование символики
В середине XIX века в селе Собинка была построена первая крупная прядильно-ткацкая фабрика купцов Лосевых (ставшая затем фабрикой Товарищества Собинской мануфактуры, а в советское время — фабрика «Коммунистический Авангард»), действующая в числе прочих и по настоящее время. Золотые отрезы тканей — символизируют лёгкую промышленность города. Количество отрезов и их наложение друг на друга аллегорически показывают неразрывность связей прошлого, настоящего и будущего.
Город Собинка расположен на берегу реки Клязьма, что символизируется голубая часть полотнища покрытая белыми гребнями волн.
Зелёный цвет флага символически отражает тот факт, что город является центром одноимённого района с богатой природой. Символизирует весну, здоровье, природу, надежду.
Синий цвет (лазурь) символизирует возвышенные устремления, искренность, преданность, возрождения.
Жёлтый цвет (золото) символизирует урожай, богатство, стабильность, уважение, интеллект.
Белый цвет (серебро) символизирует чистоту, совершенство, мир, взаимопонимание.